# Mehdi Tabatabaei
Mehdi Tabatabaei Shirazi (Rafsanjan, 21 de março de 1936 – Teerã, 17 de maio de 2018) foi um clérigo xiita, professor de ética e político iraniano.
Ficou conhecido como um político conservador, atuando como membro do Parlamento do Irã de 2004 a 2008, representando os distritos de Teerã, Rey, Shemiranat e Eslamshahr. Ele representou também Mashhad e Kalat, de 1984 a 1988.

Morreu em 17 de maio de 2018, depois de sofrer uma doença infecciosa pulmonar.